# Чигарело (Ређо Емилија)
Чигарело је насеље у Италији у округу Ређо Емилија, региону Емилија-Ромања.
Према процени из 2011. у насељу је живело 57 становника. Насеље се налази на надморској висини од 473 м.